# 101 (musikalbum)
101 är ett livealbum med Depeche Mode, utgivet den 13 mars 1989. Det spelades in under den 101:a och sista spelningen på Music for the Masses-turnén, den 18 juni 1988, på utomhusarenan Rose Bowl i Pasadena i Kalifornien.
Förutom livealbumet gav konserten också upphov till en dokumentär med samma namn. Filmen är både en musikfilm och något av en roadmovie, där man inte bara får en inblick i turnélivet, utan också kan följa ett antal ungdomar som med buss får resa efter och med bandet över kontinenten till och med denna avslutande spelning.

## Låtlista
1. "Pimpf" (0:58)
2. "Behind The Wheel" (5:54)
3. "Strangelove" (4:50)
4. "Sacred" (5:09)
5. "Something To Do" (3:51)
6. "Blasphemous Rumours" (5:09)
7. "Stripped" (6:45)
8. "Somebody" (4:33)
9. "Things You Said" (4:19)
10. "Black Celebration" (4:54)
11. "Shake The Disease" (5:10)
12. "Nothing" (4:36)
13. "Pleasure Little Treasure" (4:38)
14. "People Are People" (4:59)
15. "A Question of Time" (4:13)
16. "Never Let Me Down Again" (6:40)
17. "A Question of Lust" (4:07)
18. "Master And Servant" (4:30)
19. "Just Can't Get Enough" (4:01)
20. "Everything Counts" (6:28)